# Хара, Василий Георгиевич
Василий Георгиевич Хара (род. 11 сентября 1947 года, д. Максимовка (ныне Бугас) Волновахского района Донецкой области) — народный депутат Украины (1998—2002; 2006—2007; с 2007), украинский профсоюзный деятель, екс-председатель Федерации профсоюзов Украины (с ноября 2008).

## Семья
Родился 11 сентября 1947 года в деревне Максимовка (в настоящее время — Бугас) Волновахского района Донецкой области. Национальность — грек. Отец — Георгий Иванович (1913—1985); мать Екатерина Васильевна (1918—1988); супруга Раиса Михайловна г Рязань(1948): дочь Ирина Васильевна г Рязань(1972).

## Образование
- 1963—1967 — Донецкое культурно-просветительское училище
- 1971—1976 — Рязань, завод КРАСНОЕ ЗНАМЯ, электромонтажник.

## Профессиональная и общественная деятельность
- 1967—1969 — служба в рядах Советской армии
- 1969—1976 — монтажник завод КРАСНОЕ ЗНАМЯ г. Рязань Рязанская область
- 1976—1987 — заведующий отделом Донецкого областного комитета профсоюза металлургов
- 1987—1993 — заместитель главы Донецкого областного комитета профсоюза металлургов
- 1993—1994 — заместитель главы Донецкого областного совета профсоюзов
- С 1994 — член Конгресса и Совета Федерации профсоюзов Украины (ФПУ)
- 1994—2003 — член Национального олимпийского комитета
- 1994—2008 — глава Донецкого областного совета профсоюзов
- июль 2005 — ноябрь 2005 — руководитель избирательного штаба Партии регионов
- С 2008 года — Глава Федерации профсоюзов Украины (избран 20 ноября 2008 года на VI заседании Совета ФПУ)

## Депутатская деятельность
- март 1998 — апрель 2002 — Народный депутат Украины 3-го созыва от КПУ (№ 15 в списке). Глава подкомитета по делам государственного социального страхования, деятельности профсоюзных и других общественных организаций Комитета по вопросам социальной политики и труда (с 07.1998); член фракции КПУ (с 05.1998).

- апрель 2002 — апрель 2006 — Народный депутат Украины 4-го созыва от КПУ (№ 16 в списке), беспартийный. Глава Комитета по вопросам социальной политики и труда (с 06.2002). Член фракции коммунистов (05-11.2002), член фракции «Регионы Украины» (11.2002-09.2005), член фракции Партии регионов «Регионы Украины» (с 09.2005).

- ноябрь 2006 — апрель 2007 — Народный депутат Украины 5-го созыва от Партии регионов (№ 24 в списке), член Партии регионов. Глава подкомитета по вопросам государственного социального страхования, развитию социального партнерства и деятельности объединений граждан сторон социального партнерства Комитета по вопросам социальной политики и труда (с 07.2006). Член фракции Партии регионов (05-09.2006), заместитель главы фракции Партии регионов (с 09.2006).

- с ноября 2007 — Народный депутат Украины 6-го созыва от Партии регионов (№ 25 в списке). Глава Комитета по вопросам социальной политики и труда (с 12.2007). Член Партии регионов, уполномоченный представитель фракции Партии регионов.

## Награды
Награждён Почетной грамотой Верховного Совета Украины, Грамотой Президиума Верховного Совета УССР, Почетным серебряным знаком Всеобщей Конфедерации профсоюзов «За заслуги перед профдвижением», орденом Равноапостольного Владимира Великого II степени.